# Diamante d'Oeste
Diamante d'Oeste es una ciudad y municipio en el Estado de Paraná en la Región Sur de Brasil.